# Brigade de dragons portés
Une brigade de dragons portées est un type d'unité de l'Armée de terre au début de la Seconde Guerre mondiale. Deux brigades ont existé de septembre à décembre 1939, la 1re et la 2e.

## Historique
Elles sont créées à la mobilisation de septembre 1939. Elles sont constituées avec quatre nouveaux régiments de dragons portés formés de réservistes. Elles sont placées en réserve générale puis rattachées au corps de cavalerie, les deux brigades étant subordonnées « pour emploi » à la 1re et à la 2de divisions légères mécaniques. 
En décembre 1939, les deux brigades sont dissoutes, pour former les divisions légères de cavalerie et la 3e division légère mécanique,. 